# Kovrov
Kovrov (rusky Ковро́в) je město ve Vladimirské oblasti v Ruské federaci. Při sčítání lidu v roce 2010 mělo 145 tisíc obyvatel.

## Poloha
Kovrov leží na pravém, východním břehu Kljazmy, východně od ústí Něrechty, v severní části Vladimirské oblasti jen deset kilometrů od hranice s Ivanovskou oblastí. Od Vladimiru je vzdálen 64 kilometrů na severovýchod a od Moskvy 250 kilometrů na východ. Nejbližší město je Kemeškovo zhruba dvacet kilometrů na západ.

### Doprava
Kovrov leží přibližně patnáct kilometrů severně od dálnice M7.
Kovrov je železniční uzel. Muromská železnice vedoucí z Muromu na jihu Vladimirské oblasti se tu připojuje na železniční trať z Moskvy do Nižního Novgorodu.
V Kovrově samotném je od roku 1975 v provozu trolejbusová síť.